# ورسیا
ورسیا (به فرانسوی: Varessia) یک کامین در فرانسه است که در Canton of Orgelet واقع شده‌است.

## خصوصیات
ورسیا ۱٫۸۳ کیلومترمربع مساحت و ۲۴ نفر جمعیت دارد.